# Esrange

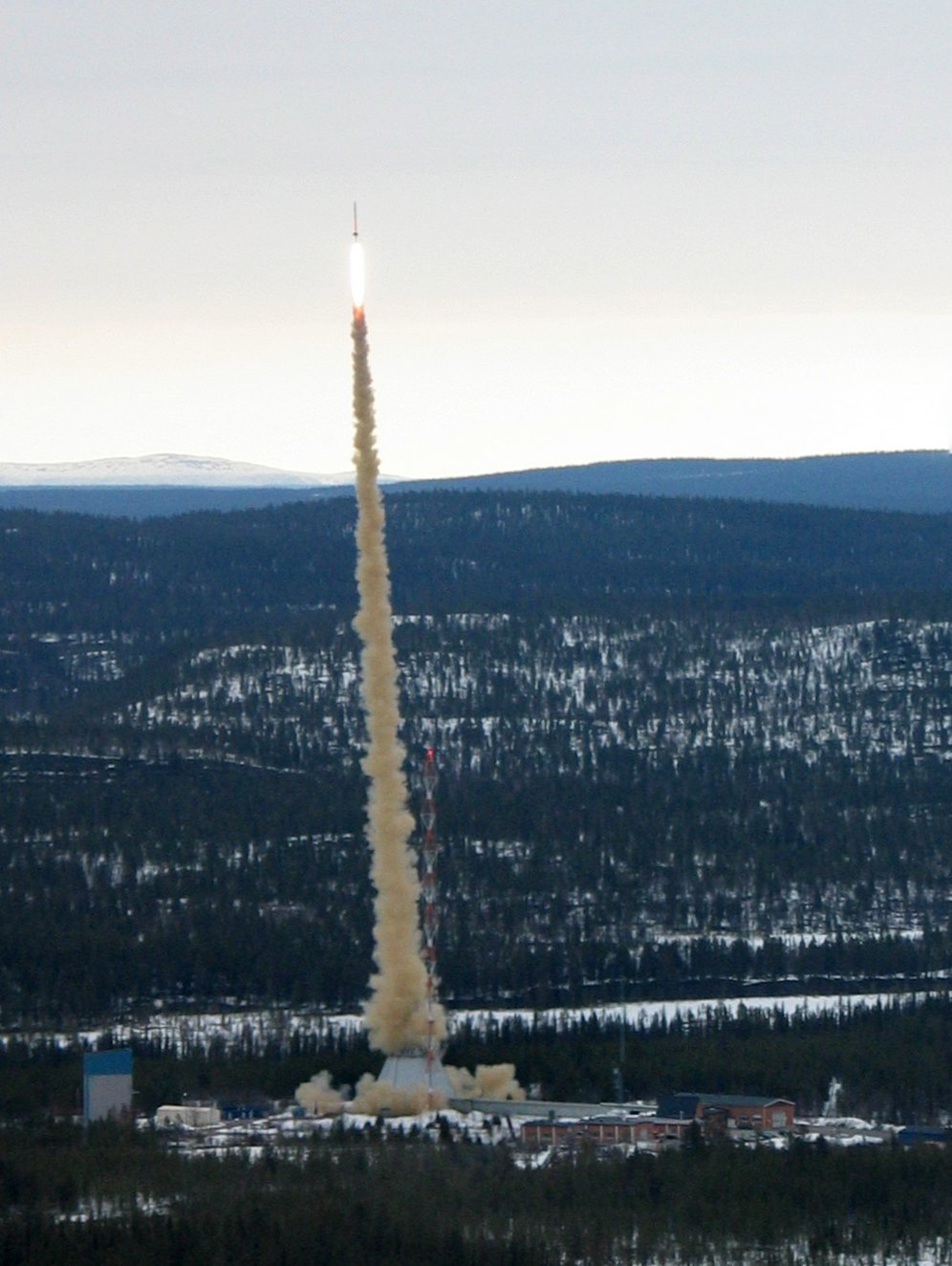
Uppskjutning av Skylark, 2 maj 2005.

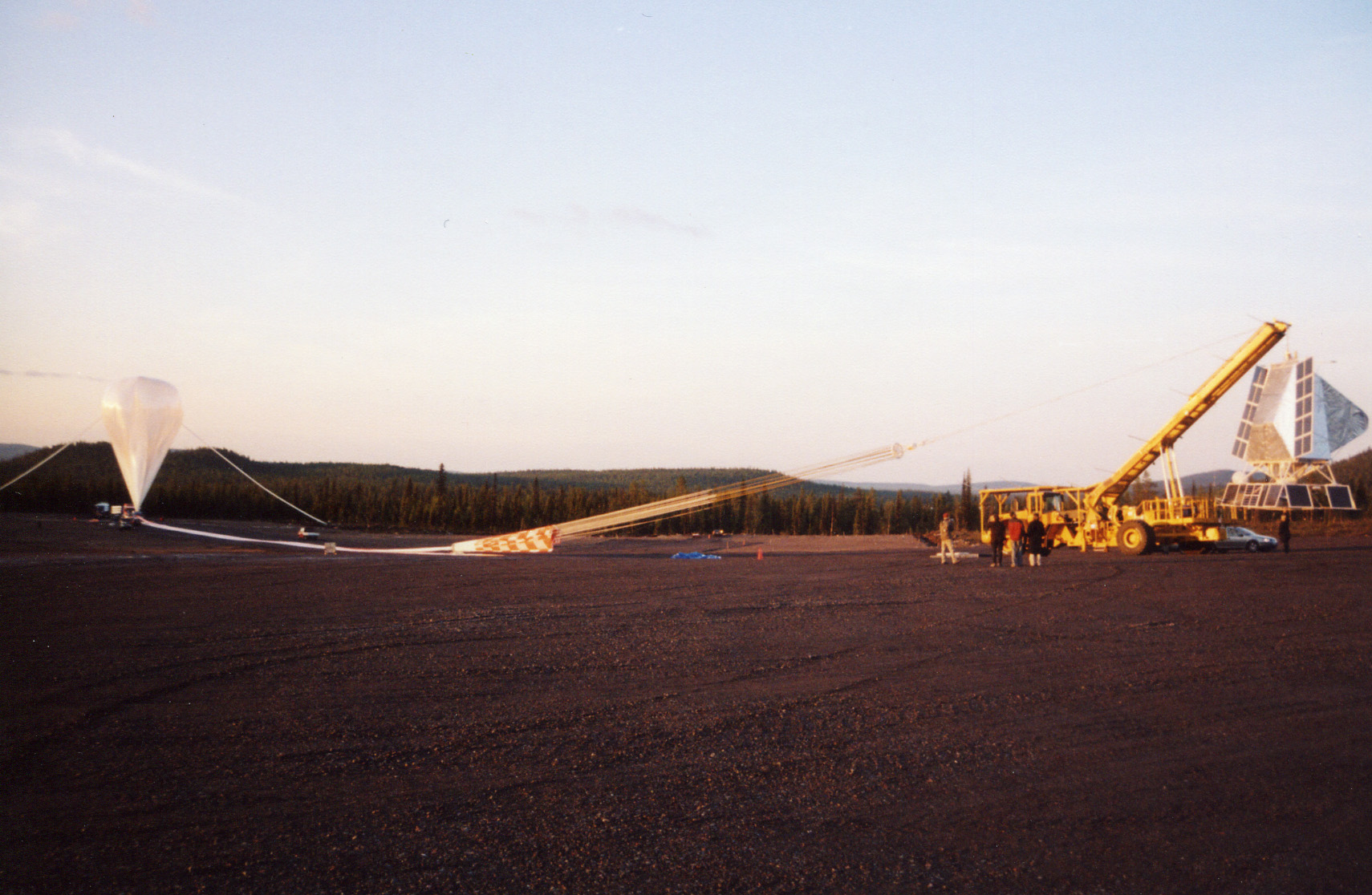
Uppskjutning av BLAST, 2005.

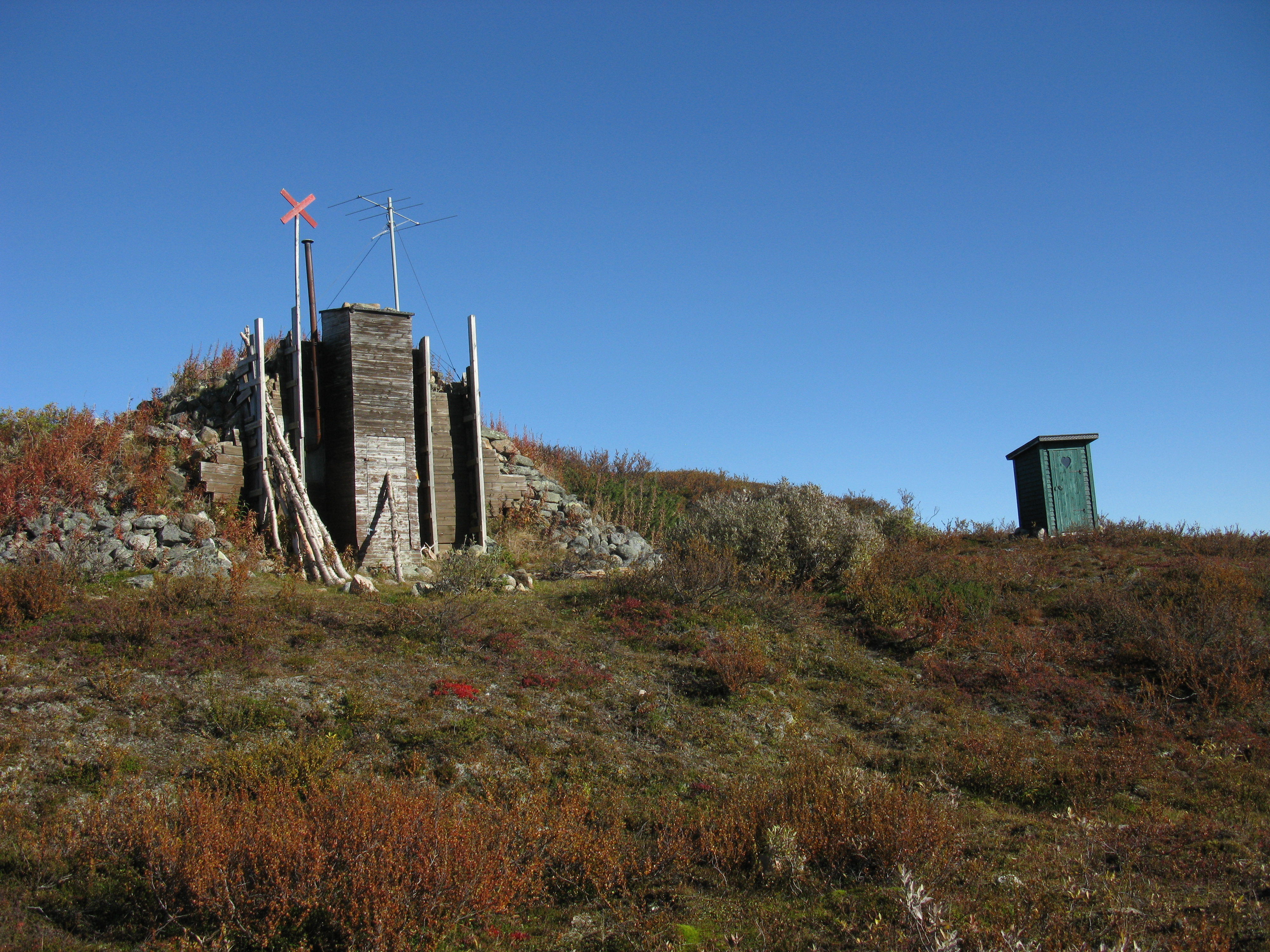
Utspridda finns små skyddsrum, detta skydd ligger vid Vassijaure, cirka 10 km väster om Järämänjärvi.

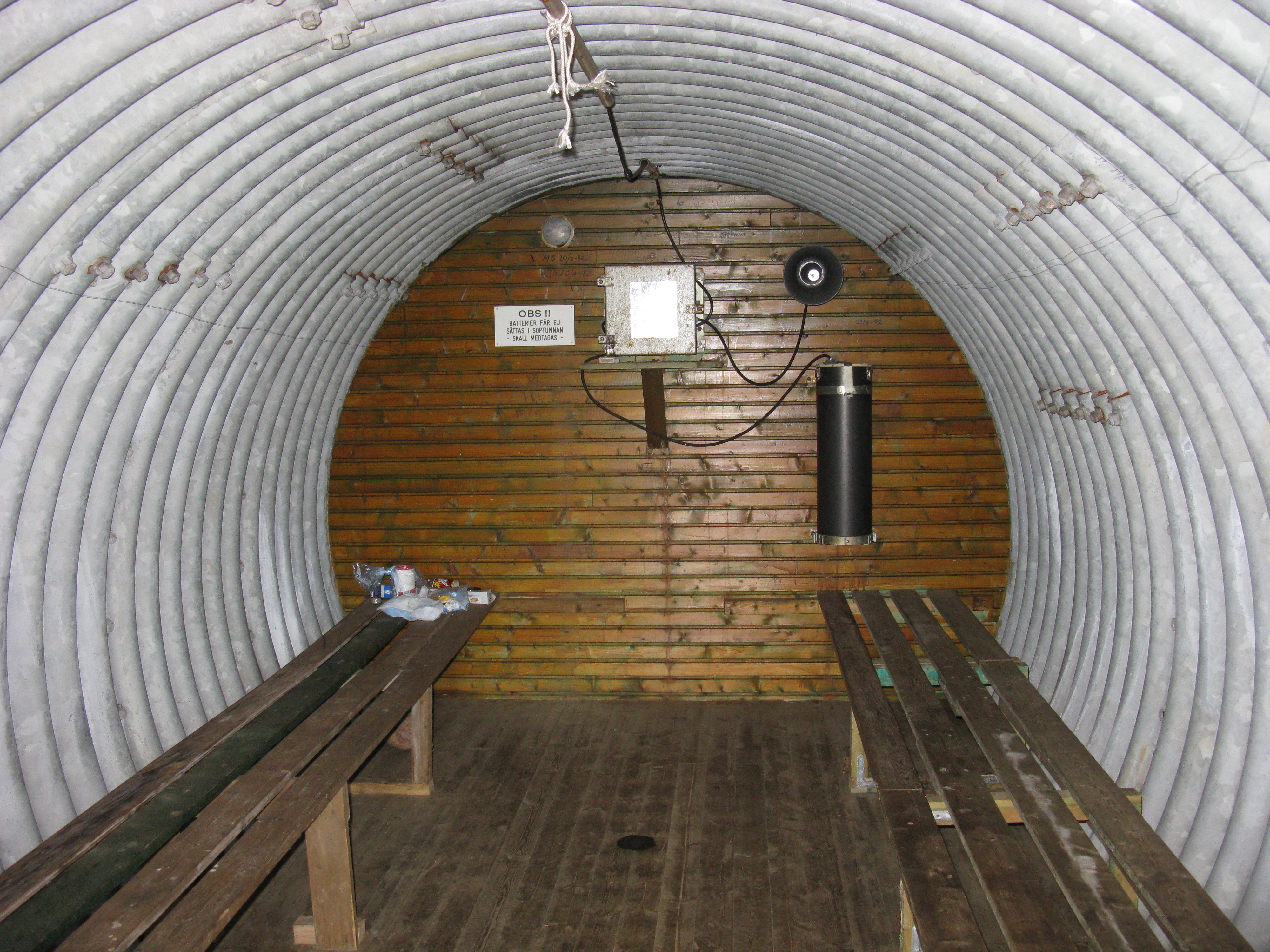
Ett skyddsrum i Järämänjärvi.

Esrange Space Center är Sveriges rymdbas. Anläggningen ägs av Swedish Space Corporation (SSC).
Esrange är beläget cirka 40 kilometer öster om Kiruna. Några av anledningarna till att basen ligger just i Kiruna är att området i stort sett saknar ljusföroreningar och att man kan studera norrsken samt att området är glest befolkat. Man har, genom forskning på Esrange, lyckats förstå mer om norrsken och hur det uppstår. Rymdstationens markområde omfattar 20 kvadratkilometer, nedslagsområdet för raketer 5 600 km². 2016 sköts tio obemannade raketer upp och man släppte upp 24 höghöjdsballonger från Esrange.

## Historia
Esrange byggdes 1964 av ESRO, European Space Research Organisation, vilka senare blev European Space Agency. År 1972 togs ägandet av Esrange över av det nyligen startade Svenska rymdaktiebolaget (i folkmun kallat Rymdbolaget), numera namnbytt till SSC (Swedish Space Corporation). Den första uppskjutningen av en raket från Esrange gjordes 19 november 1966.

## Namn
Namnet på anläggningen var ursprungligen ESRO Sounding Rocket Launching Range, vilket förkortades till ESRANGE.
När Swedish Space Corporation övertog anläggningen 1972, blev förkortningen Esrange ett egennamn.
Esrange Space Center är det namn som numera används för anläggningen.
Andra utläsningar av namnet Esrange som använts under åren är European Space and Sounding Rocket Range samt European Space Range.

## Verksamhet
På Esrange arbetar man med satellitkommunikation och utför tjänster inom rymd- och atmosfärforskning samt tyngdlöshetsforskning genom uppsändningar av sondraketer i kastbanor och höghöjdsballonger, samt med hjälp av radar och andra markbundna instrument. De snabbaste raketerna färdas i en hastighet av 7 800 km/h, och de större når upp till 500 kilometers höjd på tio minuter.
Sondraketer och ballonger sänds upp inom ramen för ett avtal mellan Sverige, Frankrike, Tyskland och Schweiz - Esrange Andøya Special Project - en verksamhet inom den Europeiska rymdorganisationen. Även NASA och JAXA (Japan) är kunder. På Esrange finns också närmare tjugo antenner för kommunikation med satelliter och för styrning av satelliten Odin.
Företaget Isar Aerospace har en testanläggning för utveckling av raketmotorer i 100 kN-klassen på området.

## Satellituppskjutningar
Planer finns för att utöka verksamheten till att även omfatta uppskjutning av mindre satelliter upp till 150 kg i polära banor. Enligt en rapport från Rymdstyrelsen har ett flertal företag som utvecklar mindre bärraketer visat intresse för att inleda uppskjutningar från Esrange under 2021–2023.
Den 14 oktober 2020 meddelade Matilda Ernkrans, minister för högre utbildning och forskning, att regeringen satsar på infrastruktur för att utveckla en förmåga att sända upp små satelliter till omloppsbana i rymden från Esrange.
Den 13 januari 2023 invigdes raketrampen vid Esrange som blir första uppsändningsplatsen för satelliter på EU:s fastland.

### Fotnoter
1. ↑  ”List of all rocket launches from Esrange Space Center” (på engelska). SSC - Swedish Space Corporation. Arkiverad från originalet den 29 september 2017. https://web.archive.org/web/20170929231315/http://www.sscspace.com/file/documents/science-services-1/dox-rbe-87867-v2-rocket-launch-list-for-the-web.pdf. Läst 20 juni 2017.
2. ↑  ”List of all balloon launches from Esrange Space Center” (på engelska). SSC - Swedish Space Corporation. Arkiverad från originalet den 29 september 2017. https://web.archive.org/web/20170929183814/http://www.sscspace.com/$2/file/balloon-launch-list-for-the-web.pdf. Läst 20 juni 2017.
3. ↑  Cecilia Jacobsson (6 oktober 2007). ”Rymdturism nästa steg för raketbasen Esrange”. Dagens nyheter. http://www.dn.se/ekonomi/rymdturism-nasta-steg-for-raketbasen-esrange/. Läst 19 mars 2016.
4. ↑  Swedish Space Corporation (2020-03-02). ”Framtidens raketmotorer testas på Esrange – SSC skriver kontrakt med Isar Aerospace” (på engelska). Pressmeddelande.  Läst 2021-07-30.
5. ↑  Vallgårda (19 juni 2020). ”Rymdstyrelsen positiv till satelliter från Esrange”. Sveriges Radio. https://sverigesradio.se/sida/artikel.aspx?programid=83&artikel=7499086.
6. ↑  Larsson, Thorwald (20200610). Uppdragsredovisning: Beskrivning och analys av utrikes-, säkerhets- och försvarspolitiska aspekter av en utökad förmåga vid Esrange. Dnr. 55/20. Rymdstyrelsen. https://www.rymdstyrelsen.se/contentassets/7537ac046e404170b699ebfcdd54f808/uppdragsredovisning-signerad-redovisning.pdf. Läst 19 juni 2020
7. ↑  Regeringskansliet (2020-10-14). ”Fortsatt utveckling av Esrange” (på svenska). Pressmeddelande.
8. ↑  ”Esrange ökar sin kapacitet”. Rymdstyrelsen. https://www.rymdstyrelsen.se/upptack-rymden/bloggen/2022/12/esrange-okar-sin-kapacitet/. Läst 25 februari 2023.